# Atte Mustonen
Pour les articles homonymes, voir Mustonen.
Atte Mustonen, né le 16 septembre 1988 à Heinola (Finlande), est un pilote automobile finlandais.

## Carrière automobile
- 2005 : Championnat d'Italie de Formule Renault Winter series, champion (1 victoire)
  - Championnat d'Allemagne de Formule Renault, 9e (1 victoire)
  - Eurocup Formule Renault, 20e
- 2006 : Eurocup Formule Renault, 9e
- 2007 : Championnat de Grande-Bretagne de Formule 3, 7e (1 victoire)
- 2008 : Championnat de Grande-Bretagne de Formule 3, 6e (1 victoire)
- 2009 : Formule 3 Euro Series